# Klepariw
Klepariw (ukrainisch Клепарів; russisch Клепаров/Kleparow, polnisch Kleparów) ist ein Stadtviertel der westukrainischen Stadt Lemberg (im Stadtrajon Schewtschenko).

## Geschichte
Daniel Romanowitsch baute dort eine Befestigung gegen Tataren. 1414 wurde der alte jüdische Friedhof am südlichen Rand des späteren Orts eröffnet. 1419 wurde der Vorwerk (im 19. Jahrhundert rekonstruierte Form Klopperhoff wurde nicht in den mittelalterlichen Urkunden bestätigt) und danach im Jahr 1430 das deutschrechtliche und nach dem Gründer, dem Lemberger Kaufman Andreas Stano-Klöpper, benannte Dorf auf 12 Hufen angelegt. Im Polnischen wurde das Suffix -ów ab dem 16. Jahrhundert benutzt. Es gibt auch einige Einträge im Lemberger Stadtbuch aus dem 15. Jahrhundert, wo der Name [Swarcz Hannus von] Clopperdorf, [Petir Czacher von] Clopirsdorff überliefert wurde. Neben Samarstyniw und Kulparkiw gehört es zu den spärlichen Spuren des mittelalterlichen Einflusses von deutscher Bevölkerung auf dem ukrainischen Lande.
Das Dorf gehörte zunächst zur Adelsrepublik Polen-Litauen, Woiwodschaft Ruthenien, Lemberger Land. Um 1715 eröffneten die Jesuiten die Lemberger Brauerei in Klepariw.
Bei der Ersten Teilung Polens kam das Dorf 1772 zum neuen Königreich Galizien und Lodomerien des habsburgischen Kaiserreichs (ab 1804). Im 19. Jahrhundert wurde das Dorf schrittweise zur Vorstadt von Lemberg. 1880 wurde der Janiwskyj-Friedhof in Klepariw eröffnet. 1895 wurde die Lokalbahn Lemberg (Kleparów)–Jaworów gebaut.
Im Jahre 1900 hatte die Gemeinde Kleparów 371 Häuser mit 3090 Einwohnern, davon waren 2823 Polnischsprachige, 237 Deutschsprachige und 19 Ruthenischsprachige, 2339 waren römisch-katholisch, 536 griechisch-katholisch, 193 jüdischer Religion, 20 anderen Glaubens.
Nach dem Ende des Polnisch-Ukrainischen Kriegs 1919 kam die Gemeinde zu Polen. Im Jahre 1921 hatte sie 690 Häuser mit 5789 Einwohnern, davon waren 4471 Polen, 541 Ruthenen, 753 Juden (Nationalität), 3698 römisch-katholisch, 933 griechisch-katholisch, 27 evangelisch, 1120 Juden (Religion).
Der Ort wurde am 1. April 1931 nach die Stadt eingemeindet.

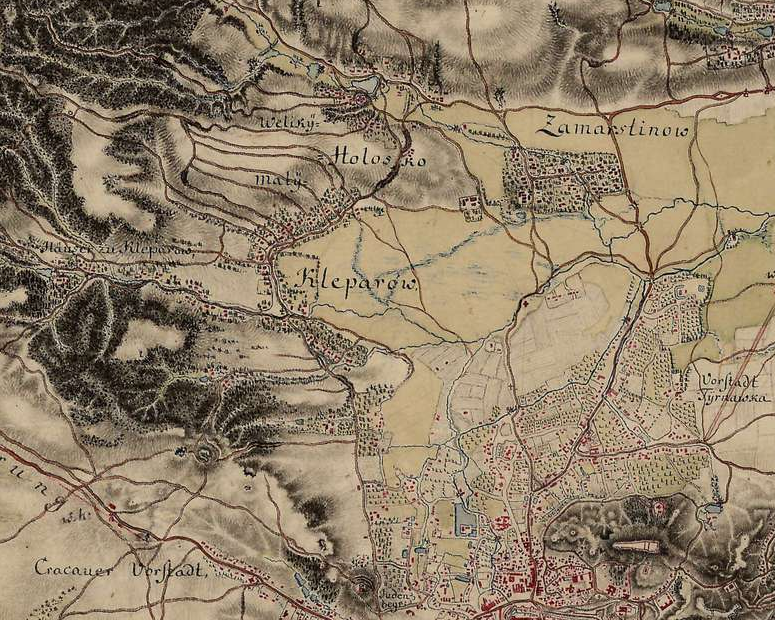
Klepariw und die Umgebung auf der Karte von Friedrich von Mieg (um 1780)
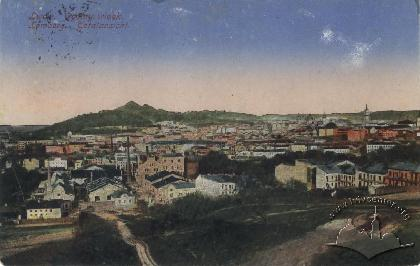
Klepariw im Jahr 1915
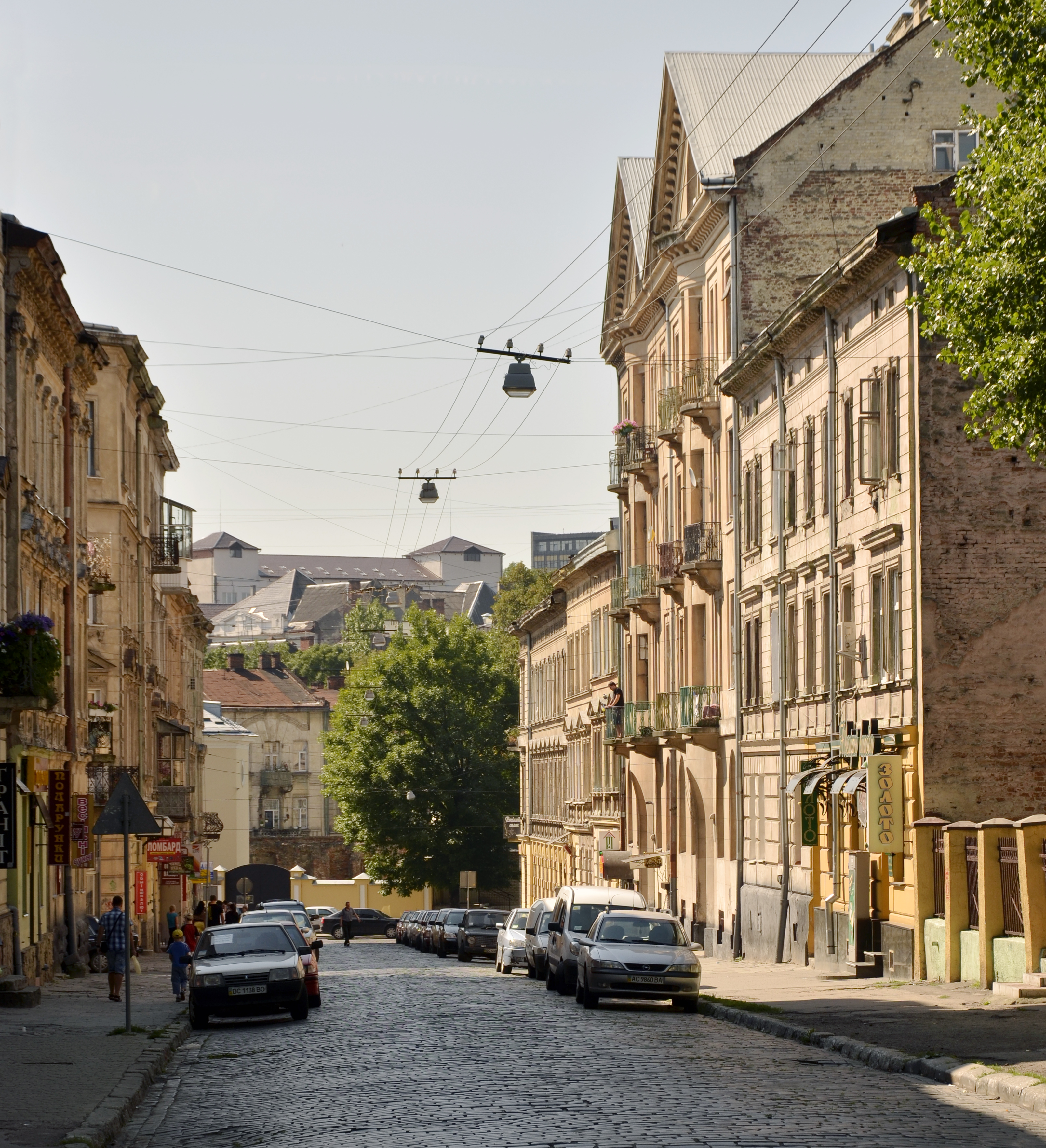
Klepariwska-Straße